# Teniente primero
Teniente primero es un rango militar.
El rango de teniente tiene diferentes significados en formaciones militares diferentes, pero en la mayoría de los casos es subdividida en un rango sénior (teniente primero) y júnior (teniente segundo). En las armadas puede referirse a un puesto determinado en lugar de a un rango. 

## Argentina
En el Ejército Argentino, teniente primero es el grado superior a teniente e inferior a capitán. En la Fuerza Aérea Argentina se denomina primer teniente y es superior a teniente e inferior a capitán. En la Armada Argentina equivale a teniente de fragata.

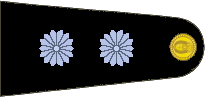
Insignia de teniente primero del Ejército Argentino.
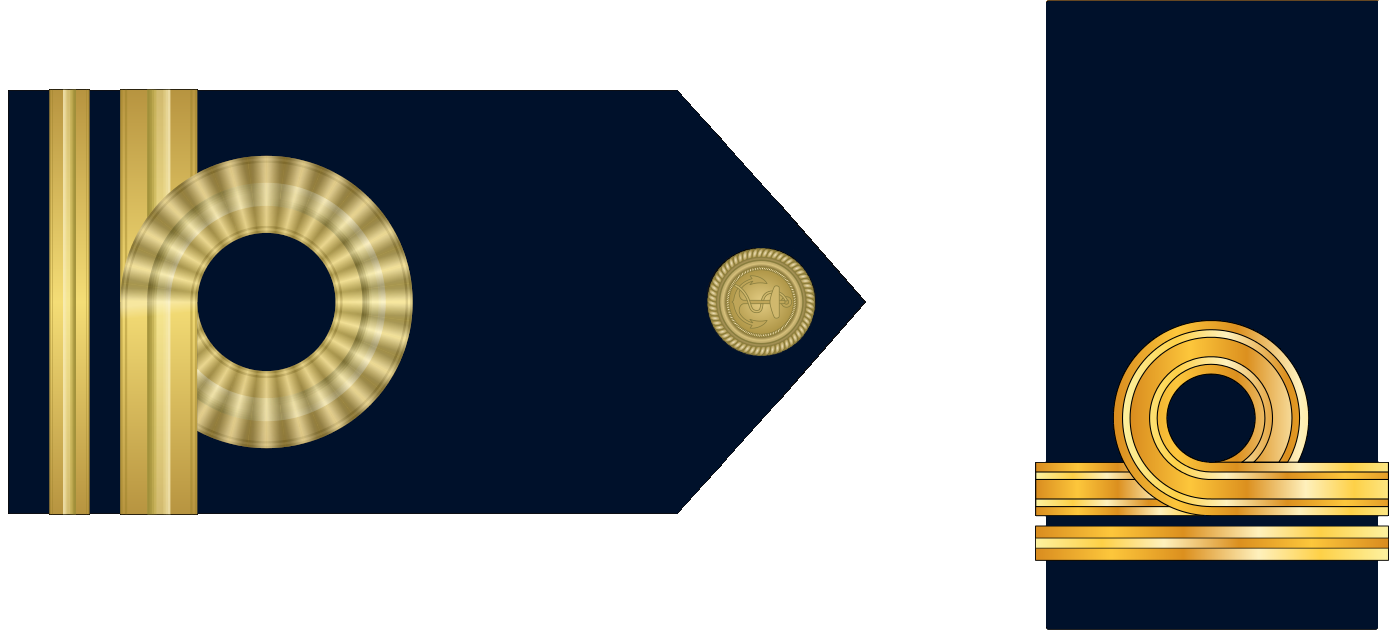
Insignia de teniente de fragata de la Armada Argentina.
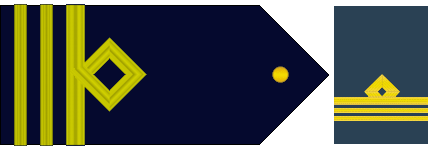
Insignia de primer teniente de la Fuerza Aérea Argentina.

## Brasil
En el Ejército Brasileño y en la Fuerza Aérea Brasileña, primeiro tenente es el grado superior a segundo tenente e inferior a capitão. Ya en la Marina de Brasil, el primeiro tenente es superior a segundo tenente e inferior a capitão-tenente.

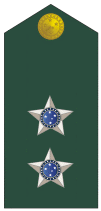
Insignia de Teniente primero del Ejército Brasileño.
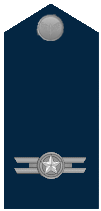
Insignia de Teniente primero de la Fuerza Aérea Brasileña.
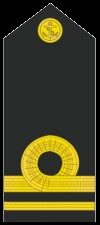
Insignia de Teniente primero de la Marina de Brasil.

## Estados Unidos

### Ejército, Cuerpo de Marines y Fuerza Aérea

Insignia de un teniente primero del Ejército de los Estados Unidos.

En el Ejército de los Estados Unidos, el Cuerpo de Marines de los Estados Unidos y la Fuerza Aérea de los Estados Unidos, un teniente primero (First Lieutenant) (O-2) es el segundo menor grado que puede tener un oficial. Es un rango superior a teniente segundo (O-1) y un grado inferior a capitán (O-3). Los tenientes segundos normalmente son ascendidos a teniente primero después de 18 meses (Ejército) o 24 meses (Fuerza Aérea y Cuerpo de Marines) de servicio.
La diferencia entre los dos rangos de teniente es pequeña, principalmente es la experiencia y el mayor salario. No es raro ver oficiales que son trasladados a posiciones que requieren más experiencia después de ser ascendidos a teniente primero. Por ejemplo, en el Ejército y el Cuerpo de Marines esas posiciones pueden ser liderar una sección especializada o la asignación como el oficial ejecutivo de una unidad del tamaño de una compañía (65-150 soldados). En la Fuerza Aérea un teniente primero puede ser un comandante de vuelo, aunque en una unidad operativa un teniente primero generalmente es un tipo de oficial (piloto, navegador o director de combate aéreo) que acaba de finalizar la formación de su campo profesional y tiene pocas responsabilidades de supervisión. 

### Armada y Guardia Costera
En la Armada de los Estados Unidos y los Guardacostas de los Estados Unidos, teniente primero (First Lieutenant) es un cargo, en lugar de un rango.

## Reino Unido

### Ejército Británico
En el Ejército Británico y los Marines Reales, el grado superior a teniente segundo es simplemente teniente, sin ningún ordinal adjunto.
Antes de 1871, cuando el Ejército Británico completo pasó a usar el actual rango de "teniente", la Artillería Real (Royal Artillery), los Ingenieros Reales (Royal Engineers) y los regimientos de fusileros usaban los rangos "teniente primero" (First Lieutenant) y "teniente segundo".

### Marina Real
El teniente primero (First Lieutenant, abreviado 1st Lt) en un buque de la Marina Real es un puesto empleo, en lugar de un rango.
Existen términos coloquiales en la Marina Real para el teniente primero como "Number One", "the Jimmy", "Jimmy the One" y "James the First" (referencia a Jacobo I de Inglaterra, James I en inglés).

## Otros países
A continuación se listan los rangos de otros países equivalentes al teniente primero (First Lieutenant) (O-2) del Ejército de los Estados Unidos.
- Afganistán: Lomri Baridman
- Albania: Toger
- Alemania: Oberleutnant
- Angola: Primeiro Tenente
- Países de idioma árabe excepto las antiguas colonias francesas del norte de África: Mulazim Awwal
- Argentina: Teniente Primero (ejército); Primer Teniente (fuerza aérea)
- Austria: Oberleutnant
- Azerbaiyán: Baş Leytenant
- Bielorrusia: Cтарший Лейтенант (Starshiy Leytenant)
- Bélgica: Lieutenant (en francés); Luitenant (en neerlandés)
- Bután: Deda Gom
- Bolivia: Teniente Primero
- Bosnia y Herzegovina: Poručnik
- Bulgaria: Cтарши Лейтенант (Starshi Leytenant)
- Camboya: Ak-no-say-ney-tor
- Cabo Verde: Primeiro Tenente
- China Imperial (Dinastía Qing): 副軍校 (Fù jūn xiào)
- China: 中尉 (Zhōngwèi)
- Croacia: Natporučnik
- Corea del Norte y  Corea del Sur: 중위 (Jungwi)
- Cuba: Primer Teniente
- Chipre: Ypolokhagos (ejército); Yposminagos (fuerza aérea)
- Checoslovaquia: Nadporučík
- Dinamarca: Premierløjtnant
- Eslovaquia: Nadporučík
- Eslovenia: Nadporočnik
- España y todos los demás países de idioma español excepto Argentina, Cuba, Nicaragua, Paraguay, República Dominicana y Uruguay: Teniente
- Estonia: Leitnant
- Filipinas: First Lieutenant (en inglés); Unang Tenyente (en filipino), Primero Tenyente
- Finlandia: Luutnantti
- Francia y todos los demás países de idioma francés: Lieutenant (fuerza aérea, ejército), Enseigne de vaisseau de première classe (armada)
- Georgia: უფროსი ლეიტენანტი (Up’rosi Leytenanti)
- Grecia: Ypolokhagos (ejército); Yposminagos (fuerza aérea)
- Hungría: Főhadnagy
- Indonesia: Letnan Satu
- Irán: ستوان یكم (Setvan Yekom)
- Irlanda: Lieutenant (en inglés); Lefteanant (en irlandés)
- Israel: סגן (Segen)
- Italia: Tenente
- Japón: Nitō Rikui 2等陸尉(o Nii 2尉) (moderno) / Chūi 中尉 (histórico)
- Kazajistán: Старші Лейтенант (Starshiy Leytenant)
- Laos: Roithõäkäd
- Letonia: Virsleitnants
- Lituania: Vyresnysis Leitenantas
- Luxemburgo: Premier Lieutenant
- Malasia: Leftenan
- Nepal: Upa-Senani
- Mongolia: Ахлах дэслэгч (Ahlah deslegch)
- Mozambique: Tenente
- Nicaragua: Teniente Primero
- Noruega: Løytnant
- Pakistán: Lieutenant (ejército)
- Países Bajos: Eerste Luitenant
- Paraguay: Teniente Primero
- Polonia: Porucznik
- Portugal: Tenente
- República Checa: Nadporučík
- República de China (Taiwán): 中尉(Chungwei)
- Macedonia del Norte: Поручник (Poručnik)
- República Dominicana: Primer Teniente
- Rumania: Locotenent (actual); Locotenet-Major (Pacto de Varsovia)
- Rusia: Cтарший Лейтенант (Starshiy Leytenant)
- Serbia: Поручник (Poručnik)
- Unión Soviética: Cтарший Лейтенант (Starshiy Leytenant)
- Surinam: Luitenant
- Suecia: Löjtnant
- Suiza: Oberleutnant (en alemán); Premier Lieutenant (en francés); Primotenente (en italiano)
- Tailandia: Roi Tho
- Túnez: ملازم أول (Moulazem Awal)
- Turquía: Üsteğmen
- Ucrania: Cтарший Лейтенант (Starshiy Leytenant)
- Uruguay: Teniente Primero
- Uzbekistán: Katta Leytenant
- Vietnam: Trung Uy
- Venezuela: Primer Teniente. Anteriormente se conocía simplemente como Teniente, mientras que este último rango pasó a lo que se conocía como subteniente.
- Yugoslavia: Поручник (Poručnik)